# Fulvio Valbusa
Fulvio Valbusa (ur. 15 lutego 1969 w Weronie) – włoski biegacz narciarski, dwukrotny medalista olimpijski, pięciokrotny medalista mistrzostw świata.

## Kariera
Na igrzyskach olimpijskich zadebiutował w 1992 r. podczas igrzysk w Albertville, gdzie zajął 17. miejsce w biegu na 30 km techniką klasyczną. Na igrzyskach w Lillehammer jego największym osiągnięciem było 22. miejsce w biegu pościgowym na 25 km. Na igrzyskach olimpijskich w Nagano zdobył swój pierwszy medal olimpijski zajmując wraz z Marco Albarello, Fabio Majem i Silvio Faunerem drugie miejsce w sztafecie 4 × 10 km. Z igrzysk w Salt Lake City nie przywiózł żadnego medalu, najlepszym wynikiem było 18. miejsce w biegu łączonym na 20 km. Swój drugi olimpijski medal Valbusa wywalczył na igrzyskach w Turynie, gdzie razem z Giorgio Di Centą, Pietro Pillerem Cottrerem i Cristianem Zorzim zwyciężył w biegu sztafetowym 4 × 10 km.
W 1993 r. wystartował na mistrzostwach świata w Falun, które były jego pierwszymi mistrzostwami. Zajął tam 19. miejsce w biegu na 10 km techniką klasyczną, a w biegu pościgowym na 25 km był jedenasty. Dwa lata później, na mistrzostwach w Thunder Bay był 16 na obu tych dystansach, a razem z Albarello, Majem i Faunerem zdobył brązowy medal w sztafecie 4 × 10 km. Na mistrzostwach w Trondheim Valbusa uzyskiwał dobre wyniki indywidualnie zajmując 5. miejsce w biegu pościgowym na 25 km i biegu na 30 km techniką dowolną, a w biegu na 10 km stylem klasycznym był szósty. Ponadto włoska sztafeta 4 × 10 km z Valbusą w składzie ponownie zdobyła brązowy medal. Mistrzostwa świata w Ramsau przyniosły mu brązowe medale w sztafecie 4 × 10 km oraz w biegu pościgowym na 25 km. Najlepszym wynikiem Valbusy na mistrzostwach w Lahti było ósme miejsce w biegu łączonym na 20 km. Na kolejnych mistrzostwach rozgrywanych w Val di Fiemme zajmował odległe miejsca. Na mistrzostwach świata w Oberstdorfie zdobył swój ostatni medal zajmując drugie miejsce w biegu na 15 km techniką dowolną, przegrywając jedynie z Pietro Pillerem Cottrerem.
W 1988 roku wystąpił na mistrzostwach świata juniorów w Saalfelden, gdzie był drugi w biegu na 30 km stylem dowolnym. Na rozgrywanych rok później mistrzostwach świata juniorów w Vang był między innymi czwarty w sztafecie oraz dwudziesty w biegu na 10 km.
Najlepsze wyniki w Pucharze Świata osiągnął w sezonie 1996/1997, kiedy to zajął trzecie miejsce w klasyfikacji generalnej, a w klasyfikacji sprintu był drugi. W 2006 r. zakończył karierę po czternastu sezonach startów w PŚ. Jego siostra Sabina Valbusa również uprawia biegi narciarskie.

## Osiągnięcia

### Igrzyska olimpijskie
| Miejsce | Dzień     | Rok  | Miejscowość    | Konkurencja             | Czas biegu | Strata  | Zwycięzca                   |
| ------- | --------- | ---- | -------------- | ----------------------- | ---------- | ------- | --------------------------- |
| 17.     | 10 lutego | 1992 | Albertville    | 30 km stylem klasycznym | 1:22:27,8  | +3:39,3 | Vegard Ulvang               |
| 29.     | 17 lutego | 1994 | Lillehammer    | 10 km stylem klasycznym | 24:20,1    | +2:06,1 | Bjørn Dæhlie                |
| 22.     | 19 lutego | 1994 | Lillehammer    | 10 km + 15 km pościgowy | 1:00:08,8  | +4:27,5 | Bjørn Dæhlie                |
| 5.      | 9 lutego  | 1998 | Nagano         | 30 km stylem klasycznym | 1:33:55,8  | +3:35,3 | Mika Myllylä                |
| 11.     | 12 lutego | 1998 | Nagano         | 10 km stylem klasycznym | 27:24,5    | +52,5   | Bjørn Dæhlie                |
| 5.      | 14 lutego | 1998 | Nagano         | 10 km + 15 km pościgowy | 1:07:01,7  | +47,4   | Thomas Alsgaard             |
| 2.      | 17 lutego | 1998 | Nagano         | Sztafeta 4 × 10 km      | 1:40:55,7  | +0,2    | Norwegia                    |
| 5.      | 22 lutego | 1998 | Nagano         | 50 km stylem dowolnym   | 2:05:08,2  | +1:36,1 | Bjørn Dæhlie                |
| 31.     | 12 lutego | 2002 | Salt Lake City | 15 km stylem klasycznym | 37:07,4    | +2:43,2 | Andrus Veerpalu             |
| 18.     | 14 lutego | 2002 | Salt Lake City | 2 × 10 km łączony       | 49:48,9    | +1:10,8 | Thomas Alsgaard Frode Estil |
| 27.     | 19 lutego | 2002 | Salt Lake City | Sprint stylem dowolnym  | 2:56,9     | -       | Tor Arne Hetland            |
| 12.     | 17 lutego | 2006 | Turyn          | 15 km stylem klasycznym | 38:01,3    | +1:17,5 | Andrus Veerpalu             |
| 1.      | 19 lutego | 2006 | Turyn          | Sztafeta 4 × 10 km      | 1:43:45,7  | -       | -                           |
| 30.     | 26 lutego | 2006 | Turyn          | 50 km stylem dowolnym   | 2:06:11,8  | +1:10,7 | Giorgio Di Centa            |

### Mistrzostwa świata
| Miejsce | Dzień     | Rok  | Miejscowość   | Konkurencja             | Czas biegu | Strata  | Zwycięzca                     |
| ------- | --------- | ---- | ------------- | ----------------------- | ---------- | ------- | ----------------------------- |
| 19.     | 22 lutego | 1993 | Falun         | 10 km stylem klasycznym | 24:51,6    | +1:10,9 | Sture Sivertsen               |
| 11.     | 24 lutego | 1993 | Falun         | 10 km + 15 km pościgowy | 1:01:45,0  | +2:01,0 | Bjørn Dæhlie Władimir Smirnow |
| 16.     | 11 marca  | 1995 | Thunder Bay   | 10 km stylem klasycznym | 24:52,3    | +1:28,4 | Władimir Smirnow              |
| 16.     | 13 marca  | 1995 | Thunder Bay   | 10 km + 15 km pościgowy | 1:06:19,5  | +2:10,7 | Władimir Smirnow              |
| 3.      | 17 marca  | 1995 | Thunder Bay   | Sztafeta 4 × 10 km      | 1:34:27,1  | +2:01,3 | Norwegia                      |
| 5.      | 21 lutego | 1997 | Trondheim     | 30 km stylem dowolnym   | 1:06:28,2  | +1:07,5 | Aleksiej Prokurorow           |
| 6.      | 24 lutego | 1997 | Trondheim     | 10 km stylem klasycznym | 23:41,8    | +55,7   | Bjørn Dæhlie                  |
| 5.      | 25 lutego | 1997 | Trondheim     | 10 km + 15 km pościgowy | 1:00:11,1  | +1:13,3 | Bjørn Dæhlie                  |
| 3.      | 28 lutego | 1997 | Trondheim     | Sztafeta 4 × 10 km      | 1:37:06,1  | +2:50,8 | Norwegia                      |
| DNF     | 2 marca   | 1997 | Trondheim     | 50 km stylem klasycznym | 2:16:37,5  | -       | Mika Myllylä                  |
| 4.      | 19 lutego | 1999 | Ramsau        | 30 km stylem dowolnym   | 1:15:26,2  | +1:09,7 | Mika Myllylä                  |
| 10.     | 22 lutego | 1999 | Ramsau        | 10 km stylem klasycznym | 24:19,2    | +46,4   | Mika Myllylä                  |
| 3.      | 23 lutego | 1999 | Ramsau        | 10 km + 15 km pościgowy | 1:05:54,9  | +22,7   | Thomas Alsgaard               |
| 3.      | 26 lutego | 1999 | Ramsau        | Sztafeta 4 × 10 km      | 1:35:07,5  | +1:30,6 | Austria                       |
| 15.     | 28 lutego | 1999 | Ramsau        | 50 km stylem klasycznym | 2:18:08,7  | +5:57,6 | Mika Myllylä                  |
| 26.     | 15 lutego | 2001 | Lahti         | 15 km stylem klasycznym | 39:26,0    | +2:18,4 | Per Elofsson                  |
| 8.      | 17 lutego | 2001 | Lahti         | 2 × 10 km łączony       | 47:15,5    | +45,9   | Per Elofsson                  |
| 6.      | 22 lutego | 2001 | Lahti         | Sztafeta 4 × 10 km      | 1:36:42,5  | +2:02,6 | Norwegia                      |
| 14.     | 25 lutego | 2001 | Lahti         | 50 km stylem dowolnym   | 2:05:27,2  | +6:05,7 | Johann Mühlegg                |
| 48.     | 21 lutego | 2003 | Val di Fiemme | 15 km stylem klasycznym | 35:47,5    | +2:42,5 | Axel Teichmann                |
| 10.     | 25 lutego | 2003 | Val di Fiemme | Sztafeta 4 × 10 km      | 1:31:56,4  | +2:03,2 | Norwegia                      |
| 18.     | 1 marca   | 2003 | Val di Fiemme | 50 km stylem dowolnym   | 1:54:25,3  | +3:26,0 | Martin Koukal                 |
| 2.      | 17 lutego | 2005 | Oberstdorf    | 15 km stylem dowolnym   | 34:49,7    | +11,1   | Pietro Piller Cottrer         |
| 9.      | 20 lutego | 2005 | Oberstdorf    | 2 × 15 km łączony       | 1:19:20,5  | +48,0   | Vincent Vittoz                |
| 4.      | 24 lutego | 2005 | Oberstdorf    | Sztafeta 4 × 10 km      | 1:39:04,4  | +44,9   | Norwegia                      |

### Mistrzostwa świata juniorów
| Miejsce | Dzień    | Rok  | Miejscowość | Konkurencja             | Wynik     | Strata  | Zwycięzca             |
| ------- | -------- | ---- | ----------- | ----------------------- | --------- | ------- | --------------------- |
| 24.     | 3 lutego | 1988 | Saalfelden  | 10 km stylem klasycznym | 27:09,2   | +1:40,6 | Gierman Karaczewski   |
| 2.      | 7 lutego | 1988 | Saalfelden  | 30 km stylem dowolnym   | 1:21:21,3 | +45,9   | Aleksandr Karaczewski |
| 40.     | 16 marca | 1989 | Vang        | 30 km stylem dowolnym   | 1:25:09,0 | +7:26,2 | Johann Mühlegg        |
| 20.     | 18 marca | 1989 | Vang        | 10 km stylem klasycznym | 28:00,4   | +1:39,8 | Władimir Isupow       |
| 4.      | 19 marca | 1989 | Vang        | Sztafeta 4 × 10 km      | 1:55:56,0 | +2:08,0 | ZSRR                  |

### Puchar Świata

#### Miejsca w klasyfikacji generalnej
- sezon 1991/1992: 30.
- sezon 1992/1993: 30.
- sezon 1993/1994: 40.
- sezon 1994/1995: 22.
- sezon 1995/1996: 6.
- sezon 1996/1997: 3.
- sezon 1997/1998: 6.
- sezon 1998/1999: 12.
- sezon 1999/2000: 33.
- sezon 2000/2001: 7.
- sezon 2001/2002: 47.
- sezon 2002/2003: 14.
- sezon 2003/2004: 8.
- sezon 2004/2005: 49.
- sezon 2005/2006: 82.

#### Miejsca na podium chronologicznie
| Nr  | Dzień        | Rok  | Miejscowość    | Konkurencja             | Czas biegu | Pozycja | Strata  | Zwycięzca           |
| --- | ------------ | ---- | -------------- | ----------------------- | ---------- | ------- | ------- | ------------------- |
| 1.  | 2 lutego     | 1996 | Seefeld        | 10 km stylem dowolnym   | 22:58,2    | 2       | +12,9   | Bjørn Dæhlie        |
| 2.  | 10 marca     | 1996 | Falun          | 15 km stylem klasycznym | 1:00:16,3  | 2       | +54,8   | Władimir Smirnow    |
| 3.  | 7 grudnia    | 1996 | Davos          | 10 km stylem klasycznym | 26:02,0    | 3       | +14,9   | Mika Myllylä        |
| 4.  | 14 grudnia   | 1996 | Brusson        | 15 km stylem dowolnym   | 35:49,5    | 2       | +39,4   | Bjørn Dæhlie        |
| 5.  | 4 stycznia   | 1997 | Kawgołowo      | 30 km stylem dowolnym   | 1:12:47,0  | 2       | +42,1   | Mika Myllylä        |
| 6.  | 16 grudnia   | 1997 | Val di Fiemme  | 15 km stylem dowolnym   | 37:04,3    | 1       | -       | -                   |
| 7.  | 23 lutego    | 1999 | Ramsau         | 10 km + 15 km pościgowy | 1:05:54,9  | 3       | +22,7   | Thomas Alsgaard     |
| 8.  | 13 stycznia  | 2001 | Soldier Hollow | 15 km stylem klasycznym | 41:54,7    | 3       | +1:12,2 | Johann Mühlegg      |
| 9.  | 23 listopada | 2002 | Kiruna         | 10 km stylem dowolnym   | 23:59,9    | 3       | +9,6    | Vincent Vittoz      |
| 10. | 7 grudnia    | 2002 | Davos          | 15 km stylem dowolnym   | 36:05,9    | 3       | +8,9    | Mathias Fredriksson |
| 11. | 15 lutego    | 2003 | Asiago         | 10 km stylem klasycznym | 24:21,3    | 3       | +26,4   | Andrus Veerpalu     |
| 12. | 6 lutego     | 2004 | La Clusaz      | 15 km stylem dowolnym   | 34:06,1    | 1       | -       | -                   |
| 13. | 28 lutego    | 2004 | Oslo           | 50 km stylem dowolnym   | 2:04:41,8  | 2       | +55,7   | René Sommerfeldt    |